# TOCA Race Driver
TOCA Race Driver è un simulatore di guida, quarto titolo della serie TOCA, realizzato dalla Codemasters e distribuito in Italia da Halifax nel 2002 per PS2 e l'anno dopo per Xbox e PC.

## Trama
La modalità carriera vede, fatto raro nei giochi automobilistici, l'introduzione di una trama. Nel gioco si impersonerà il pilota Ryan McKane, il quale ha perso il padre Kyle durante una gara automobilistica a causa di un incidente provocato a fine gara da una scorrettezza di un altro pilota. 15 anni dopo l'accaduto Ryan, spinto anche dal fratello Donnie, inizierà la scalata al mondo delle corse automobilistiche per vendicare la morte del padre.

## Modalità di gioco
All'interno del gioco è presente la modalità carriera composta da 13 campionati internazionali (3 dei quali ufficiali: TOCA, DTM, V8 Supercar; è inoltre presente l'Alfa GTV usata per un breve periodo in un monomarca) che si svolgono su 38 tracciati percorribili con 42 vetture differenti. Tutto ciò che viene sbloccato nella modalità carriera potrà poi essere impiegato nelle modalità corsa libera e Prova a Tempo. Durante le corse è possibile modificare le impostazioni di ogni vettura per quanto concerne i principali aspetti meccanici.

## Accoglienza
Il gioco è stato positivamente valutato dalla critica per quanto concerne la trama, la realizzazione grafica e sonora, la longevità e la cura di apprendimento, mentre è stata criticata l'intelligenza artificiale degli avversari.